# Берген (Северна Дакота)
Берген (енгл. Bergen) град је у америчкој савезној држави Северна Дакота.

## Демографија
По попису из 2010. године број становника је 7, што је 4 (-36,4%) становника мање него 2000. године.
| Група             | 2000.       | 2010.      |
| Белци             | 11 (100,0%) | 7 (100,0%) |
| Афроамериканци    | 0 (0,0%)    | 0 (0,0%)   |
| Азијати           | 0 (0,0%)    | 0 (0,0%)   |
| Хиспаноамериканци | 0 (0,0%)    | 0 (0,0%)   |
| Укупно            | 11          | 7          |